# Aleksey Zaleski
Aleksey Zaleski (tiếng Belarus: Аляксей Залескі; tiếng Nga: Алексей Залеский; sinh 7 tháng 10 năm 1994) là một cầu thủ bóng đá Belarus hiện tại thi đấu cho Vitebsk. Anh trai của anh Andrey Zaleski cũng là một cầu thủ bóng đá.